# Hauconcourt
Hauconcourt là một xã trong vùng Grand Est, thuộc tỉnh Moselle, quận Metz-Campagne, tổng Maizières-lès-Metz. Tọa độ địa lý của xã là 49° 13' vĩ độ bắc, 06° 11' kinh độ đông. Hauconcourt nằm trên độ cao trung bình là m mét trên mực nước biển, có điểm thấp nhất là 155 mét và điểm cao nhất là 166 mét. Xã có diện tích 7,9 km², dân số vào thời điểm 2004 là 538 người; mật độ dân số là 68,1 người/km². Xã nằm khoảng 13 km về phía bắc của Metz cạnh sông Mosel.

## Thông tin nhân khẩu
| 1962 | 1968 | 1975 | 1982 | 1990 | 1999 |
| ---- | ---- | ---- | ---- | ---- | ---- |
| 564  | 629  | 743  | 612  | 537  | 569  |